# Piškovec
Piškovec je naselje u Hrvatskoj u sastavu općine Svetog Petra Orehovca. Nalazi se u Koprivničko-križevačkoj županiji. 

## Zemljopis
Zapadno su Sveti Petar Orehovec, Orehovec, rječica, Bočkovec i Selanec, sjeverozapadno su Zamladinec, Črnčevec, Mikovec i Hrgovec, sjeverno je Dedina, sjeveroistočno je Žibrinovec, istočno je Sveta Helena, jugoistočno su Križevci, jugozapadno su Brdo Orehovečko i Guščerovec, Međa i Dijankovec.

## Stanovništvo
| broj stanovnika |       |       |       |       | 52    | 81    | 91    | 63    | 75    | 77    | 80    | 78    | 70    | 55    | 44    | 44    | 28    |
|                 | 1857. | 1869. | 1880. | 1890. | 1900. | 1910. | 1921. | 1931. | 1948. | 1953. | 1961. | 1971. | 1981. | 1991. | 2001. | 2011. | 2021. |